# Втори гвардейски пехотен полк
Втори пехотен гвардейски полк (известен още като втори пехотен гвардейски народоосвободителен полк) е полк, създаден за участие във Втората световна война.

## История
Сформиран е между 10 и 18 септември 1944 г. в Радомир. Попълва се от състава на Радомирския партизански отряд. Командир на отряда е партизанинът Славчо Радомирски с чин подполковник. Състои се от три дружини: свързочна, противотанкова, минохвъргачна и тежкокартечна рота. Полкът участва в първата фаза от българското участие във Втората световна война. Води боеве при Сурдулица.. Част е от първа гвардейска пехотна дивизия.